# Krzysztof Nazar
Krzysztof Nazar est un metteur en scène et réalisateur polonais né le 20 janvier 1949 à Cracovie et mort le 3 juillet 2013 dans la même ville,.

## Biographie
Entre 1995 et 2000, il est directeur artistique du théâtre Wybrzeże (pl) de Gdańsk. Créateur de dix productions du théâtre télévisé, ainsi que de plus d'une douzaine de productions théâtrales et d'opéra. Il est également l'auteur du volume en prose Laska Pana Oramusa (2004).